# Arenaria caespitosa
Arenaria caespitosa är en nejlikväxtart som beskrevs av Muschler. Arenaria caespitosa ingår i släktet narvar, och familjen nejlikväxter. Inga underarter finns listade i Catalogue of Life.